# Chazy Lake
Der Chazy Lake ist ein See in der Town of Dannemora im US-Bundesstaat New York.
Der See liegt in einer Geländesenke in einem Waldgebiet zu Füßen des Lyon Mountain in den Adirondack Mountains. Seine Zuflüsse sind eine Vielzahl von kleinen, unbenannten Bächen, die in den umliegenden Bergen entspringen. Sein einziger Abfluss ist der Great Chazy River, der am nordöstlichen Ufer entspringt und dem Lake Champlain entgegenfließt. Der Fluss ist an seinem Ursprung durch einen Damm geregelt, um den Seelevel auf einheitlicher Höhe zu halten. Das Seeufer ist an seinem Nord- und Westufer durch einige Wohn- und Ferienhäuser erschlossen, die zur Town of Dannemora eingemeindet sind. Südlich des Abflusses des Great Chazy Rivers ist ein Badestrand eingerichtet. Weitere touristische Angebote bestehen in einem Bootsverleih, einem Golfplatz und im Winter der Möglichkeit des Eisfischens.
In der Umgebung des Sees sind unter anderem Schwarzbären, Elche, Biber und Weißkopfseeadler heimisch. Im See leben Regenbogenforellen, Lachse und Hechte.